# Головко Олександр Борисович (історик)
Олекса́ндр Бори́сович Головко (нар. 22 жовтня 1952, Харків) — український вчений-медієвіст, історик, доктор історичних наук.

## Життєпис
Походить з робітничої родини, в котрій була розвинута тяга до самоосвіти. Його батько, Борис Іванович, добре знав українську літературу та поезію, пройшов шляхи німецько-радянської війни, по пораненнях повернувся інвалідом третьої групи, нагороджений двома орденами Червоної Зірки, орденом Слави третього ступеня та медаллю «За відвагу».
1970 року по закінченні школи поступає на історичний факультет Харківського університету, при виборі спеціалізації зупинився на історії середніх віків. 
Досліджував історію середньовічної Польщі, захистив дипломну роботу «Польща і польсько-руські відносини в давньому літописанні».
Його науковим керівником був завідувач кафедри історії середніх віків доцент А. І. Мітряєв.
Після закінчення в 1975 році навчання працює в одній з нових шкіл на Салтівському житловому масиві, через рік перевівся до школи у своєму районі.
З 1977 року працює викладачем-сумісником на підготовчому факультеті університету — читав повний курс «Історії СРСР». 1978 року почав займатися польсько-руських відносин X—XIII століть. Того ж року починає працю старшим лаборантом кафедри філософії Харківського авіаційного університету. В тому часі встановлює творчу співпрацю з доцентом В. К. Міхеєвим — знавцем історії й археології ранньосередньовічної Європи, Н. С. Рашбою — доцентом Харківського інституту культури — фахівцем з історії міжнародних відносин країн Центральної й Східної Європи XVI — початку XVII століть. 
Завідувач кафедри історії СРСР Харківського університету О. О. Кучер на початку 1980 року влаштовує йому зустріч з М. Ф. Котляром, котрий запрошує Головка до стаціонарної аспірантури при Інституті історії АН УРСР. На іспитах Головко був єдиним, хто зміг прочитати та вірно перекласти уривок тексту літопису — преамбулу до Галицько-Волинського літопису, приймається в аспірантуру. Ще до завершення аспірантури написав дисертацію «Політичні відносини Русі та Польщі в Х — першій третині XIII століть».
1982 року в збірнику «Київ та Західні землі Русі», виданому в Мінську, вміщено його статтю «Землі Західної Русі та об'єднуюча політика Київської держави в Х — першій третині XII століть».
У 1983 році бере участь у роботі Міжнародного з'їзду славістів як секретар однієї із секцій, 
того ж року по закінченні аспірантури прийнятий на роботу до Інституту історії як молодший науковий співробітник, 
1984 року захистив кандидатську дисертацію.
Перша його монографія побачила світ у 1988 році — «Древня Русь та Польща у політичних взаємовідносинах Х — першої третини XIII століть».
1989 року вступає до Товариства української мови, згодом — до Народного Руху України.
1991 року в Черкасах в матеріалах республіканських історичних читань надруковано роботу «Київська Русь і українська середньовічна державність». 
Того ж року в «Українському історичному журналі» надруковано його працю «Слов'яни Північного Причорномор'я доби Київської Русі та проблема витоків українського козацтва».
У часі серпневого заколоту 1991 року він — один з організаторів акції протесту під стінами Верховної Ради УРСР.
Був в ініціативній групі підготовки збірника наукових статей щодо історії польсько-українських відносин середньовіччя.
Під час першої президентської кампанії був в центральному штабі кандидата у Президенти України Ігоря Юхновського.
Деякий час виконував обов'язки прес-секретаря громадської організації «Нова Україна».
За його зусиль 1994 року відновлено випуск видання «Середньовічна Україна», 1997 року вийшов другий випуск збірника (в 1970-х роках після 2-х випусків закрите радянською владою), випуску подальших заважає фінансова скрута і байдужість владоможців.
В 1994 році вийшла друком брошура «Давня Русь в міжнародному житті Європи IX—X ст.» В тому ж році звільняється з роботи в Інституті історії та випробовує свої сили на політичному терені.
У 1994—1998 роках працював редактором відділу політики у щотижневій газеті «Регіон».
Після розгляду його ідеї у Верховній Раді другого скликання створюється депутатська група прихильників європейської та євроатлантичної інтеграції України — «Європейський вибір України» — понад 180 депутатів, зокрема В. Чорновіл, С. Хмара, С. Стецько, В. Ємельянов, В. Шевченко, Ю. Оробець.
В тому часі як журналіст був запрошений на форум представників медіа у Нью-Йорку, згодом, як члена «Атлантичної Ради України» — на форум в штаб-квартиру НАТО у Брюсселі, через брак коштів відмовився від цих поїздок.
1998 року кандидував до Верховної Ради, без особливого успіху. По завершенні виборів його запросив на роботу помічником-консультантом народний депутат О. М. Карпов.
Наприкінці 1990-х років знову почав займатися історичними розвідками, друкував дороблені рукописи праць, які почав писати в першій половині 90-х.
2001 року видана його книга-біографія князя Романа Мстиславича Галицько-Волинського; 
Ярослав Дашкевич по її прочитанні пропонує Головку на цю тему написати докторський автореферат.
Пише роботу по історії державотворчих процесів у Галицькій та Волинській землях в добу раннього та класичного середньовіччя.
З 2002 року — головний консультант у секретаріаті депутатської фракції Блоку Юлії Тимошенко; готував аналітичні матеріали, пректи нормативних документів, працював з журналістами.
У 2003 році з депутатами підготував проект Постанови парламенту про відзначення ювілеїв коронації князя Данила Романовича та заснування галицької митрополії, окремим пунктом пропонувалося проведення Міжнародної наукової конференції — відбулася в грудні 2003 року у Львові, в Інституті українознавства НАН України. На конференції зав'язав стосунки з дослідником середньовіччя доктором історичних наук Л. В. Войтовичем.
Брав участь у Помаранчевій революції, вважає її яскравою сторінкою історії України і свого життя; як історик, тверезо оцінював дії «вождів».
2005 року його дослідження про державно-історичні процеси княжої доби у Волинській та Галицькій землях отримують рекомендацію до докторського захисту.
В 2006 році опублікована монографія «Корона Данила Галицького: Волинь і Галичина в державно-політичному розвитку Центрально-Східної Європи раннього та класичного середньовіччя». 
У травні того ж року на засіданні спеціалізованої вченої ради Інституту українознавства імені Івана Крип'якевича НАН України та Інституту народознавства НАН України захистив докторську дисертацію.
2009 року стає одним з ініціаторів проведення Міжнародної наукової конференції «Волинська земля у житті середньовічної Європи» — відбулася у вересні того року в Луцьку.
З 2010 року суміщає свої роботи з викладанням як професор на кафедрі всесвітньої історії історичного факультету Кам'янець-Подільського національного університету імені Івана Огієнка.
2011 року за згодою уведений до складу наглядової ради Національного заповідника «Давній Галич».
Виступає рецензентом багатьох монографій та підручників, є офіційним опонентом на захисті дисертацій, зокрема — на захисті докторської дисертації Т. В. Чухліба та кандидатської Зубашевського Назарія Петровича.
Входить до складу редакційних колегій багатьох наукових видань в Кам'янці-Подільському, Києві, Львові, Харкові; 
був автором статей у виданні Інституту історії України НАН України «Українські історики. Біобібліографічний довідник»;
автор статей в Енциклопедії історії України;
є автором-укладачем довідника «Історики-медієвісти сучасної України».

## Публікації
- «Холм і Дорогичин у політичній діяльності короля Данила Романовича» на Міжнародній конференції з нагоди 755-ї річниці коронації князя Данила, Дорогичин, грудень 2008;
- «Візантія і половецький степ у політичній діяльності князя Романа Мстиславича» — Міжнародна наукова конференція «XIV Сходознавчі читання А. Кримського», травень 2010;
- «Становлення християнської церковної організації у східних слов'ян у другій половині IX — XI ст. (в контексті релігійно-політичних взаємин Візантійської імперії і Русі)», міжнародний симпозіум «Homo byzantinus: серед ідей та речей», Харків, липень 2010;
- «Спішська угода 1214 р. та її наслідки», другий Міжнародний історико-мистецький семінар «Українсько-угорські студії», жовтень 2010;
- «Галич і Галицька земля у політиці князів Придніпровської та Північної Русі (кінець XII — 30-і роки XIII ст.)» на Наукових читаннях пам'яті академіка Я. Д. Ісаєвича, березень 2011;
- «Угорський король Андрій II та галицький князь Мстислав Мстиславич Удатний: історія політичної взаємодії», третій Міжнародний історико-мистецький семінар «Угорсько-українські студії», Будапешт, червень 2011;
- доповідь про вивчення Хотинської битви 1621 року харківським істориком- орієнталістом Н. С. Рашбою — на конференції у Кам'янці-Подільському, присвяченій 390-річчю Хотинської битви у листопаді 2011 та в грудні того ж року — на конференції у Києві, присвяченій 85-річниці з дня народження Ярослава Романовича Дашкевича;
- «Похід київського князя Володимира на „Перемышль, Червен и ины грады“ 981 р. і проблема початку політичних відносин між Польщею і Руссю (кінець Х — перша третина XI ст.» — Міжнародна наукова конференція «Przemyśl i ziemia przemyska w sferye wpływów ruskich (X — połowa XIV w.)», Перемишль, квітень 2012;
- Останній похід князя Романа Мстиславича у джерелах та історичній думці[2].